# Русев, Свилен
Свилен Русев Спасов (болг. Свилен Русев Спасов), псевдонимы Бойко и Саша (14 июня 1914, Долна-Диканя — 14 мая 1944, Дебели-Лаг) — болгарский студент, партизан времён Второй мировой войны.

## Биография
Родился 14 июня 1914 в селе Долна-Диканя. Член БКП с 1936 года. Будучи учеником 3-й Софийской высшей гимназии, состоял в комсомоле, был членом 4-го райкома БКМС. С 1932 года организатор и руководитель ученических стачек. Учился на юридическом факультете Софийского университета, был руководителем и инструктором ЦК БКМС, позднее инструктором ЦК РМС и членом Софийского обкома.
Член Движения Сопротивления в годы Второй мировой войны, один из Пятёрки РМС. С 1942 года является руководителем по военной работе и представителем РМС в Верховном штабе НОВА. Весной 1944 года зачислен в Дупницкий партизанский отряд имени Косты Петрова.
Погиб 14 мая 1944 в сражении против болгарской жандармерии при селе Дебели-Лаг.

## Семья
Был женат на Павлине Свиленовой Русевой. В 1938 году родилась дочь Мария. Мать и дочь оставили воспоминания о Свилене Русевом, опубликованные в газете «Народна младеж» от 9 сентября 1952 года.